# Giennadij Sielezniow
Giennadij Nikołajewicz Sielezniow (ros. Геннадий Николаевич Селезнёв; ur. 6 listopada 1947 w Sierowie, zm. 19 lipca 2015 w Moskwie) – rosyjski dziennikarz i polityk, przewodniczący Dumy Państwowej w latach 1996–2003.

## Życiorys
W latach 1981–1988 był redaktorem naczelnym „Komsomolskiej prawdy”, a następnie w latach 1991–1993 „Prawdy”. Od 1993 roku związany był z Komunistyczną Partią Federacji Rosyjskiej kierowaną przez Giennadija Ziuganowa z której został wykluczony w 2002 roku za odmowę poddania się dyscyplinie partyjnej. Był twórcą Partii Odrodzenia Rosji. Dwukrotnie piastował funkcję przewodniczącego rosyjskiej Dumy Państwowej w latach 1996–1999 oraz 2000–2003 zasiadając jednocześnie ze względu na piastowaną funkcję w Radzie Bezpieczeństwa Federacji Rosyjskiej.